# 平阳城墙
27°40′1″N 120°33′40″E / 27.66694°N 120.56111°E
从晋朝起，南雁荡山脉北支东部山口处即成为县级行政区（始阳县、横阳县、平阳县、平阳州）治所的所在地。围绕县治，历代相继建筑城墙用以守御，是为平阳城墙，或称县城。平阳城垣奠定了县城的发展空间，今日昆阳镇中心即大致在古城垣范围内。20世纪30年代，平阳城墙悉数拆除。

## 地理位置
南雁荡山脉位于浙江南部，中部一支为飞云江水系和鳌江水系的分水岭，自西向东一直延伸至东海之中。在其东部的九凰山和仙坛山之间，有一狭窄、平缓的山口，名为铁岭，平阳县城即坐落于铁岭西北侧。此处不仅是温瑞平原（温州主城区、瑞安城关）和南港平原（龙港、苍南县城）之间的交通要道，还是两条浙闽古道的北端起点，故平阳县有“两浙咽喉、八闽唇齿”之称。:1,30-33

## 历史
平阳县始建于西晋太康四年（283），治所即设于九凰山和仙坛山之间，据说为郭璞选定，延续至今超过1700年。城墙相传同样始筑于太康年间，周长一里。:1,344-345
元末至正年间，知州周嗣德为抵御方国珍的进攻，重新修筑城墙，周长653丈。明洪武七年（1374），守御千户缪美增筑，加高3尺，周长632丈。县城呈椭圆形，长度约为宽度的2.5倍，长轴方向为西北偏北—东南偏南，与铁岭（平阳岭）方向一致。开有城门四座：东门挹仙门，南门通济门，西门登瀛门，北门迎恩门。门上均有城楼，门外皆有吊桥跨于护城河上。东门北侧、西门北侧、北门东侧有水门。城内有大街（今解放街）贯通南北门，白石河街（今白石街）连接东西门。城外西南侧为九凰山（昆山），东侧为仙坛山（东门山）。明、清两朝在此基础上有过多次修缮，但城廓范围均未改变，一直维持到近代。:345,348
1942年初，由于受到侵华日军空袭威胁，县政府下令拆除城墙，至1944年初悉数拆除。东门、南门、西门、北门只作为地名保留下来。:345